# Université du Ghana
L'université du Ghana (University of Ghana) est une université publique ghanéenne créée en 1948, basée à Legon, Accra en région du Grand Accra. C'est à la fois le plus gros, le plus ancien et le plus prestigieux établissement universitaire du pays.

## Historique

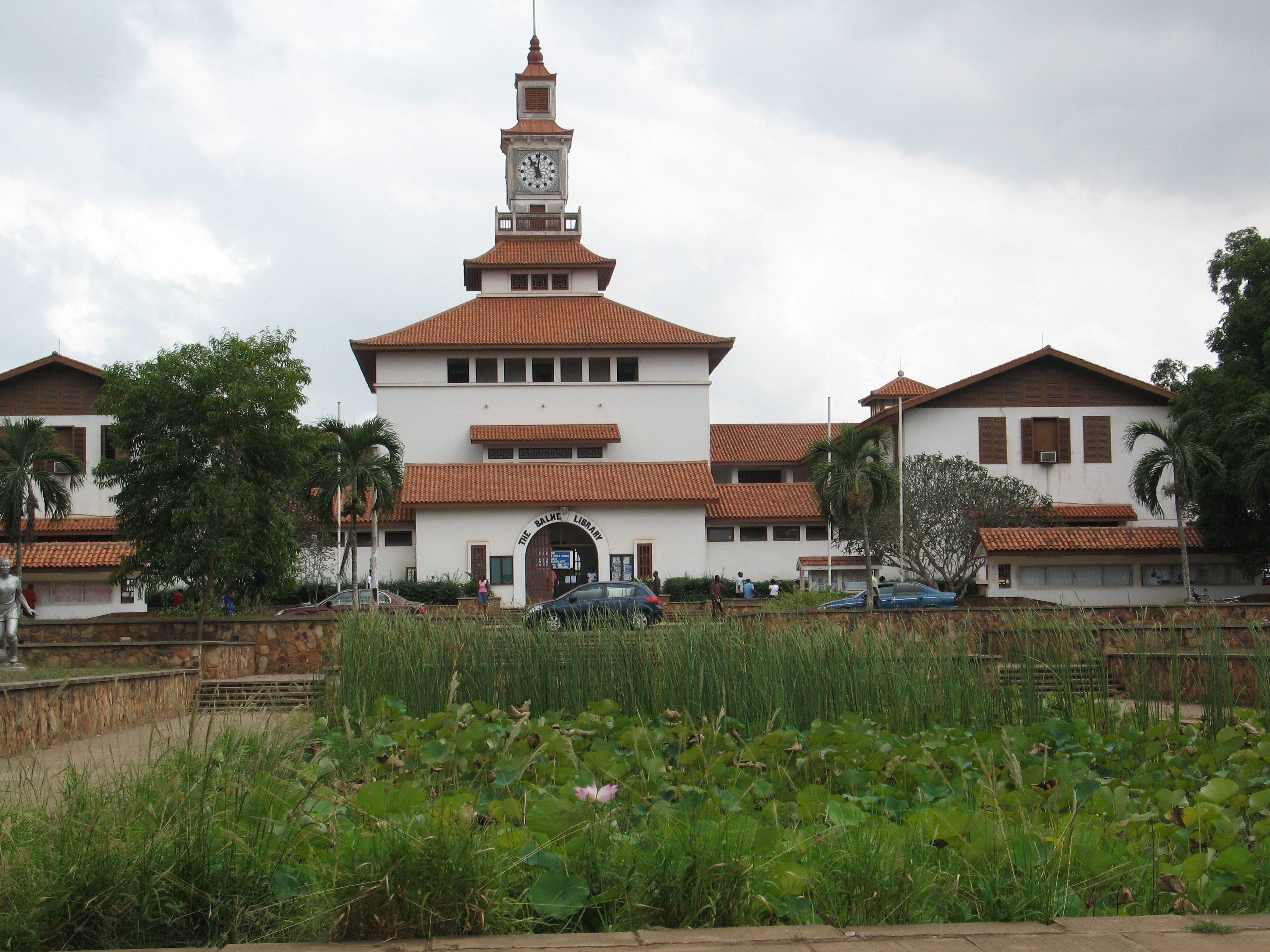
Le bâtiment de la bibliothèque Balme, nommé en hommage au premier directeur.

En août 1943, le parlement britannique établit la Commission Asquith qui a pour charge de chercher les meilleures solutions pour promouvoir et proposer un enseignement universitaire dans l'Empire. Cette commission recommanda initialement la création d'un seul établissement universitaire pour l'ensemble de l'Afrique de l'Ouest britannique, qui serait situé à Ibadan, dans le sud-ouest du Nigéria. Mais devant l'insistance des habitants de la Côte-de-l'Or, la commission revoit ses conclusions et préconise finalement en 1945 la création d'un établissement universitaire dans la colonie de la Côte-de-l'Or.
L'université du Ghana est ainsi fondée à la fin l'époque coloniale britannique le 11 août 1948, sous le nom de collège universitaire de la Côte-de-l'Or (University College of Gold Coast). L'ordonnance qui prévoit la création de l'établissement mentionne que le collège universitaire est fondé « dans le but proposer et promouvoir un enseignement, un apprentissage et une recherche universitaires » (for the purpose of providing for and promoting university education, learning and research). Son premier directeur est David Mowbray Balme.
Le Collège universitaire fonctionne pendant plusieurs années sous la férule de l'université de Londres, qui l'autorise à enseigner les modules externes de l'université ainsi que d'adapter les cours au contexte de la Côte-de-l'Or, en échange de quoi l'université de Londres valide en dernier ressort les résultats des étudiants et délivre les diplômes en son nom.
À l'indépendance le 6 mars 1957, le « collège universitaire de la Côte-de-l'Or » est rebaptisé le « collège universitaire du Ghana ».
Pendant l'année académique 1960-1961, le Conseil du Collège fit des démarches auprès du gouvernement du Ghana afin qu'il légifère dans le sens de la création d'une université capable de plein droit de décerner ses propres diplômes supérieurs. À la suite d'un avis favorable d'une commission internationale appointée par le gouvernement du Ghana, le parlement vote la loi 79 le 1er octobre 1961 entérinant la transformation du « collège universitaire du Ghana » en « université du Ghana », avec le président Kwame Nkrumah comme premier chancelier.

## Site de Legon
Le site du Legon a été choisi pour sa proximité avec la capitale Accra. Il est situé à environ 13 km de la ville et comprend une colline sur laquelle ont été bâtis les bâtiments administratifs, flanqués de la tour qui est probablement l'édifice le plus emblématique de l'université, et qui a été offerte par le gouvernement du Ghana en 1959. L'altitude du site est comprise entre 92 et 122 mètres.

## Organisation de l'institution
L'université du Ghana dispose de trois campus principaux. Le campus de Legon regroupe environ 21 000 étudiants, celui du centre-ville d'Accra 1 800 étudiants et le campus de l'hôpital universitaire de Korle-Bu environ 840 étudiants.
L'université est organisée en huit facultés, cinq instituts et quatre écoles.
La liste des facultés gérées par l'université est la suivante :
- Faculté d'agriculture ;
- Faculté d'art ;
- Faculté de droit ;

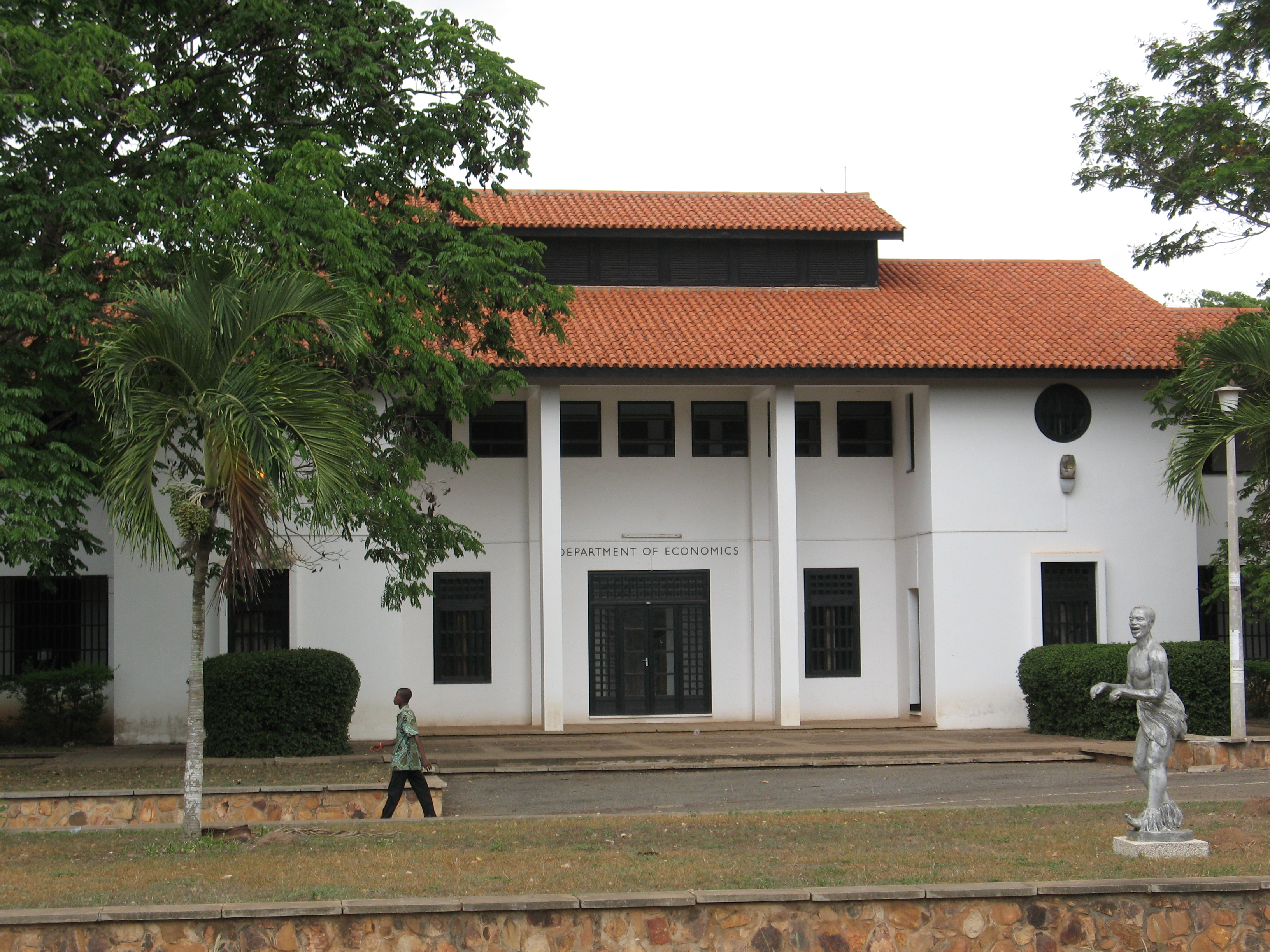
Le département d'économie.

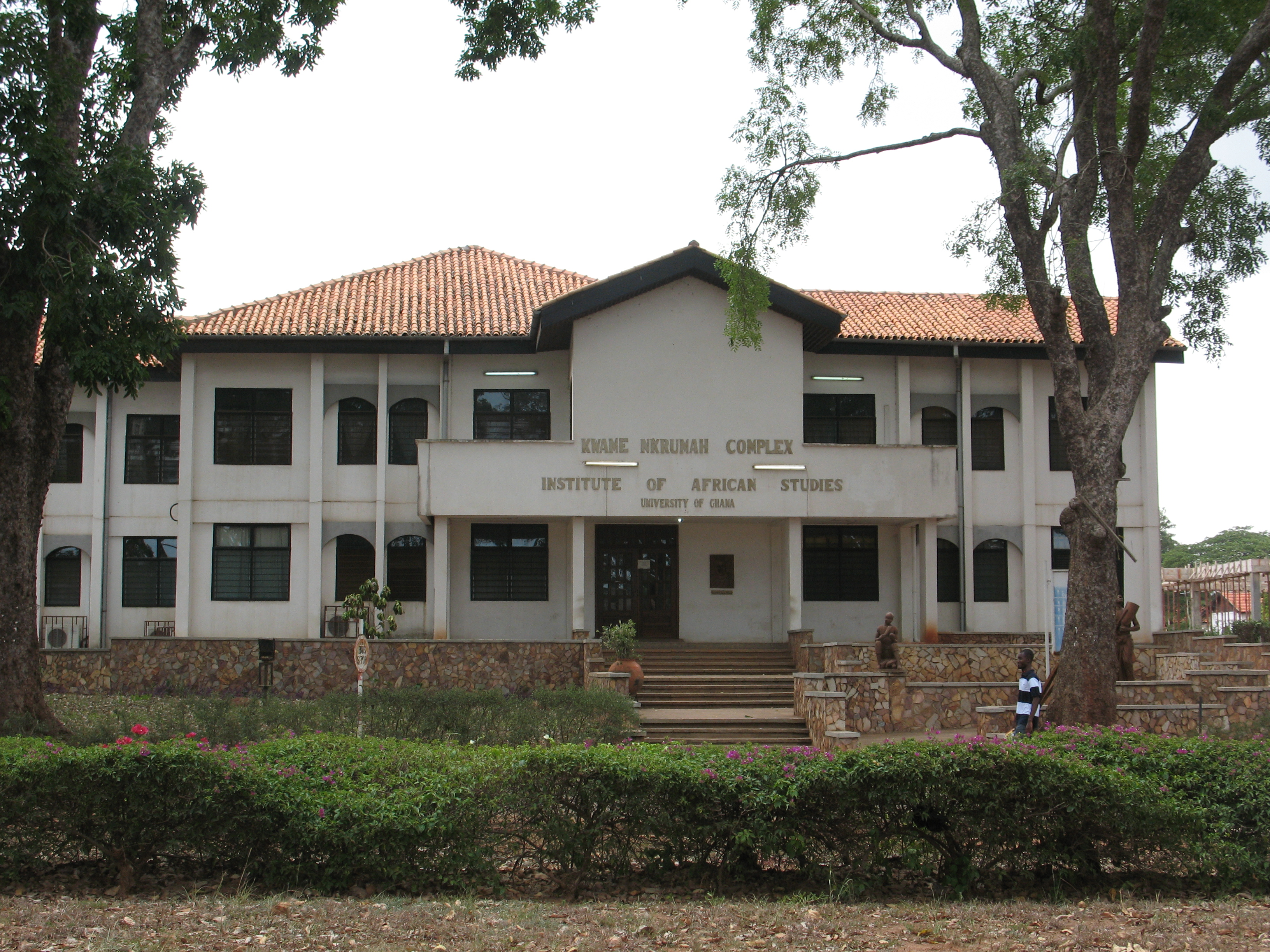
L'Institut d'études africaines.

- Faculté d'école de médecine ; École de médecine de l'université du Ghana
- Faculté d'école dentaire ;
- Faculté de science ;
- Faculté d'études sociales ;
- École de commerce de l'université du Ghana.

La liste des instituts gérés par l'université est la suivante :
- Institut d'études africaines ;
- Institut pour l'éducation des adultes ;
- Institut de recherches statistique, sociale et économique ;
- Institut de recherche médicale Nouguchi ;
- Institut régional d'étude des populations.

La liste des écoles gérées par l'université est la suivante :
- École de santé publique ;
- École de communication ;
- École de recherche ;
- École d'art.

## L'université de nos jours
L'université du Ghana jouit d'une bonne réputation dans la sous-région et même au niveau international, puisqu'elle accueille environ 1 000 étudiants chaque année, en provenance du nombreux pays de la sous-région (Nigeria, Liberia, Bénin, Côte d'Ivoire, Sierra Leone, Togo), des États-Unis, du Canada, du Royaume-Uni, de Norvège, etc.
De nombreuses personnalités ghanéennes sont également passées par cette institution, au nombre desquelles l'ancien Ministre de la justice, ancien ministre de Affaires étrangères et candidat à l'élection présidentielle du Nouveau Parti patriotique en  2008 Nana Akufo-Addo.
L'historien britannique John Donnelly Fage y a enseigné de 1949 à 1959. 
L'écrivain et sociologue allemand Norbert Elias y a enseigné de 1962 à 1964.
En 2016, une statue de Gandhi y est inaugurée, ce qui crée une polémique, quand sont ressortis des textes où il est accusé d'avoir fait preuve de racisme envers des Africains noirs. La statue est retirée en 2018.

## Personnalités liées à l'université

### Étudiants
- Nana Addo Dankwa Akufo-Addo –  avocat et homme d'État ghanéen, président de la république du Ghana depuis le 7 janvier 2017.
- Lydia Seyram Alhassan – femme politique ghanéenne, parlementaire de 2019 à 2021.
- John Atta Mills –  homme d'État ghanéen, président de la République du 7 janvier 2009 à sa mort en 2012.
- John Frimpong Osei homme politique ghanéen.
- Kofi Awoonor – écrivain, poète et diplomate ghanéen.
- George Ayittey – économiste ghanéen, auteur et président de la Free Africa Foundation.
- Elizabeth-Irene Baitie - auteure (littérature pour la jeunesse).
- Mohamed Ibn Chambas – avocat, homme politique et diplomate ghanéen.
- Komla Dumor – journaliste.
- Akin Euba – compositeur, musicologue et pianiste nigérian.
- Akua Kuenyehia – juriste ghanéenne, juge à la Cour pénale internationale (CPI) de 2003 à 2015,  vice-présidente de la Cour.
- John Dramani Mahama – homme d'État ghanéen, président de la république du Ghana du 24 juillet 2012 au 7 janvier 2017.
- Inna Mariam Patty –  entrepreneuse et philanthrope ghanéenne, élue Miss Ghana 2004.
- Yaa Ntiamoah Badu –  zoologiste et professeure d'université ghanéenne, spécialiste des questions environnementales.
- Elizabeth Frances Sey (1927–1991) – première femme diplômée du Collège universitaire de la Gold Coast et éducatrice pionnière. Une résidence universitaire sur le campus est nommée en son honneur[6]
- Georgina Wood – première femme juge en chef du Ghana[7].
- Gifty Twum Ampofo – membre du Parlement du Ghana.
- Susan Waffa-Ogoo – femme politique.
- Elizabeth Akua Ohene – journaliste, puis femme politique du Ghana.
- Edem Mahu – géoscientifique ghanéenne.